# Julio César García Mezones
Julio César García Mezones (Piura, 16 giugno 1981) è un calciatore peruviano, centrocampista del Cienciano.